# Scarbo (poème)
 (mai 2025).
Si vous disposez d'ouvrages ou d'articles de référence ou si vous connaissez des sites web de qualité traitant du thème abordé ici, merci de compléter l'article en donnant les références utiles à sa vérifiabilité et en les liant à la section « Notes et références ».
Scarbo est un petit gnome diabolique qui apparaît dans quatre poèmes d'Aloysius Bertrand, tirés de Gaspard de la nuit (1842).

## Les textes
Voici les textes où figure Scarbo.

### La Chambre gothique (troisième partie, poème 1)
Oh! la terre, - murmurai-je à la nuit, est un calice embaumé dont le pistil et les étamines sont la lune et les étoiles ! »
Et, les yeux lourds de sommeil, je fermai la fenêtre qu'incrusta la croix du calvaire, noire dans la jaune auréole des vitraux.
Encore, - si ce n'était à minuit, - l'heure blasonnée de dragons et de diables! - que le gnome qui se soûle de l'huile de ma lampe !
Si ce n'était que la nourrice qui berce avec un chant monotone, dans la cuirasse de mon père, un petit enfant mort-né !
Si ce n'était que le squelette du lansquenet emprisonné dans la boiserie, et heurtant du front, du coude et du genou !
Si ce n'était que mon aïeul qui descend en pied de son cadre vermoulu, et trempe son gantelet dans l'eau bénite du bénitier !
Mais c'est Scarbo qui me mord au cou, et qui, pour cautériser ma blessure sanglante de part et d'autre, y plonge son doigt de fer rougi à la fournaise !

### Scarbo (troisième partie, poème 2)
Scarbo
Mon Dieu, accordez-moi, à l’heure de ma mort, les prières d’un prêtre, un linceul de toile, une bière de sapin et un lieu sec.
Les patenôtres de M. le Maréchal.
– « Que tu meures absous ou damné, – marmottait Scarbo
cette nuit à mon oreille, – tu auras pour linceul une toile
d’araignée, et j’ensevelirai l’araignée avec toi ! »
– « Oh ! que du moins j’aie pour linceul, lui
répondais-je, les yeux rouges d’avoir tant pleuré, – une
feuille du tremble dans laquelle me bercera l’haleine du lac. »
– « Non !  – ricanait le nain railleur, – tu serais
la pâture de l’escarbot qui chasse, le soir, aux moucherons
aveuglés par le soleil couchant ! »
– « Aimes-tu donc mieux, – lui répliquai-je, larmoyant
toujours, – aimes-tu donc mieux que je sois sucé d’une tarentule
à trompe d’éléphant ? »
– « Eh bien, – ajouta-t-il, – console-toi, tu auras pour
linceul les bandelettes tachetées d’or d’une peau de serpent,
dont je t’emmailloterai comme une momie.
Et de la crypte ténébreuse de Saint-Bénigne, où je te coucherai
debout contre la muraille, tu entendras à loisir les petits enfants
pleurer dans les limbes. » 
Aloysius Bertrand, Scarbo"
Gaspard de la nuit, 1842

### Le fou  (troisième partie, poème 3)
La lune peignait ses cheveux avec un démêloir d'ébène qui argentait d'une pluie de vers luisants les collines, les prés et les bois.
Scarbo, gnome dont les trésors foisonnent, vannait sur mon toit, au cri de la girouette, ducats et florins qui sautaient en cadence, les pièces fausses jonchant la rue.
Comme ricana le fou qui vague, chaque nuit, par la cité déserte, un œil à la lune et l'autre - crevé !
« Foin de la lune! grommela-t-il, ramassant les jetons du diable, j'achèterai le pilori pour m'y chauffer au soleil ! »
Mais c'était toujours la lune, la lune qui se couchait, - et Scarbo monnayait sourdement dans ma cave ducats et florins à coups de balancier.
Tandis que, les deux cornes en avant, un limaçon qu'avait égaré la nuit cherchait sa route sur mes vitraux lumineux.

### Scarbo (2), dans les Pièces détachées
Oh! Que de fois je l'ai entendu et vu, Scarbo, lorsqu'à minuit la lune brille dans le ciel comme un écu d'argent sur une bannière d'azur semée d'abeilles d'or ! 
Que de fois j'ai entendu bourdonner son rire dans l'ombre de mon alcôve, et grincer son ongle sur la soie des courtines de mon lit ! 
Que de fois j'ai l'ai vu descendre du plancher, pirouetter sur un pied et rouler par la chambre comme le fuseau tombé de la quenouille d'une sorcière. 
Le croyais-je alors évanoui? Le nain grandissait entre la lune et moi, comme le clocher d'une cathédrale gothique, un grelot d'or en branle à son bonnet pointu !
Mais bientôt son corps bleuissait, diaphane comme la cire d'une bougie, son visage blêmissait comme la cire d'un lumignon, - et soudain il s'éteignait.

## Adaptations
Le dernier de ces quatre poèmes a inspiré Maurice Ravel, qui lui a consacré la troisième et dernière pièce de son triptyque pour piano (Gaspard de la nuit, 1908)